# Acıpayam (district)
Acıpayam is een Turks district in de provincie Denizli en telt 58.687 inwoners (2007). De hoofdplaats is de gelijknamige stad Acıpayam. Het district heeft een oppervlakte van 1.627,87 km².
De bevolkingsontwikkeling van het district is weergegeven in onderstaande tabel.
| 1997   | 2000   | 2007   |
| ------ | ------ | ------ |
| 72.575 | 64.410 | 58.687 |